# Thomas William Körner
Thomas William Körner (nascut el 17 de febrer de 1946) és un matemàtic pur britànic i autor de llibres escolars. És professor titular de l'Anàlisi de Fourier a la Universitat de Cambridge i membre del Trinity Hall. És fill del filòsof Stephan Körner i Edith Körner.
Va estudiar al Trinity Hall, Cambridge, i va escriure la seva tesi doctoral Some Results on Kronecker, Dirichlet and Helson Sets, establerts allí el 1971, on va estudiar amb Nicholas Varopoulos. El 1972 va guanyar el Premi Salem.
Ha escrit quatre llibres de matemàtiques acadèmiques adreçades a estudiants universitaris: 
- Fourier Analysis[3]
- Exercises for Fourier Analysis
- A Companion to Analysis
- Calculus for the Ambitious

També ha escrit dos llibres dirigits als estudiants de secundària, el popular títol de 1996, The Pleasures of Count i Naive Decision Making (publicat el 2008) sobre probabilitat, estadístiques i teoria de jocs.